# Joseph Ossanna
Joseph „Joe“ F. Ossanna (* 10. Dezember 1928 in Seattle, Washington; † 28. November 1977 in Monterey, Kalifornien) war ein US-amerikanischer Informatiker.

## Leben
Ossanna schloss sein Elektrotechnik-Studium an der Wayne State University in Detroit, Michigan im Jahre 1952 mit dem Bachelor ab.
Im Anschluss daran arbeitete er bei den Bell Laboratorien in Murray Hill (New Jersey). Zunächst wirkte er bei verschiedenen theoretischen Grundlagenprojekten mit. Später war er ein Teil des Entwicklungsteams für das Betriebssystem Multics. Dieses Projekt gab Bell Labs 1969 auf.
Das Team, dem neben Joseph Ossanna auch Ken Thompson und Douglas McIlroy angehörten, wollte jedoch nicht aufgeben und entwickelte das Betriebssystem Unix.
Um die Kosten der dafür benötigten PDP-11 zu rechtfertigen, entwickelte Joseph Ossanna 1973 das Textsatzsystem Troff, zunächst in Assembler. 1975 portierte er es nach C. Joseph Ossanna arbeitete bis zu seinem Tod daran. 1979 wurde das Projekt von Brian Kernighan übernommen, welcher es modularer aufbaute, sodass eine Vielzahl von Setzmaschinen unterstützt werden konnte.
Er starb im Alter von 48 Jahren an einem schweren Herzinfarkt im Krankenhaus von Monterey, in das er wegen eines vorangegangenen leichteren Herzinfarktes eingeliefert worden war.